# Anopheles squamifemur
Anopheles squamifemur är en tvåvingeart som beskrevs av Antunes 1937. Anopheles squamifemur ingår i släktet Anopheles och familjen stickmyggor. Inga underarter finns listade i Catalogue of Life.